# Lega Nazionale American Football 2013
La stagione 2013 del Campionato LeNAF, è stata la 6ª edizione del campionato di Football Americano di secondo livello organizzato sotto l'egida della FIDAF). Il torneo è iniziato il weekend del 23/24 febbraio 2013, ed è terminato il 30 giugno 2013 con la disputa del VI Italian Bowl a Mirabilandia.
Al campionato hanno partecipato 24 squadre, divise in 6 gironi. Si sono qualificate ai playoff le prime 10 della classifica generale, con le ultime quattro delle selezionate a giocarsi le Wild Card per accedere ai playoff.

## Squadre partecipanti
Rispetto alla stagione precedente si sono avute delle modifiche nel gruppo delle squadre partecipanti:
- i Lions Bergamo e i Daemons Martesana tornano in LENAF dopo un anno in IFL
- i Bobcats Parma, le Aquile Ferrara e i Red Jackets Lunigiana sono passati in CIF9
- i Muli Trieste ritornano a essere l'unica squadra di Trieste
- i Redskins Verona, i Cardinals Palermo, i Chiefs Ravenna, i Cavaliers Castelfranco Veneto sono passate in LENAF dal CIF9
- gli Elephants Catania dopo aver rinunciato al Campionato IFL sono stati ammessi da FIDAF in LENAF

## Regular season

### Calendario
Dati aggiornati al 12 febbraio 2013

#### Week 1
| 23 febbraio 2013, ore 21:00 | Blacks Rivoli | 0 – 16 | Giaguari Torino |  |

| 23 febbraio 2013, ore 21:00 | Daemons Cernusco | 16 – 6 | Frogs Legnano |  |

| 24 febbraio 2013, ore 14:30 | Saints Padova | 0 – 7 | Cavaliers Castelfranco Veneto |  |

| 24 febbraio 2013, ore 14:30 | Lions Bergamo | 25 – 7 | Islanders Venezia |  |

| 24 febbraio 2013, ore 15:00 | Draghi Udine | 7 – 0 | Redskins Verona |  |

### Classifiche

#### Girone A
| Pos. | Team              | %V   | G | V | P | PF  | PS  |
| ---- | ----------------- | ---- | - | - | - | --- | --- |
| 1    | Elephants Catania | .875 | 8 | 7 | 1 | 229 | 151 |
| 2    | Cardinals Palermo | .750 | 8 | 6 | 2 | 206 | 134 |
| 3    | Briganti Napoli   | .250 | 8 | 2 | 6 | 108 | 153 |
| 4    | Sharks Palermo    | .250 | 8 | 2 | 6 | 123 | 172 |

#### Girone B
| Pos. | Team               | %V   | G | V | P | PF  | PS  |
| ---- | ------------------ | ---- | - | - | - | --- | --- |
| 1    | Grizzlies Roma     | .750 | 8 | 6 | 2 | 220 | 65  |
| 2    | Barbari Roma Nord  | .750 | 8 | 6 | 2 | 297 | 92  |
| 3    | Crusaders Cagliari | .125 | 8 | 1 | 7 | 56  | 242 |
| 4    | Legio XIII Roma    | .125 | 8 | 1 | 7 | 32  | 322 |

#### Girone C
| Pos. | Team           | %V   | G | V | P | PF  | PS  |
| ---- | -------------- | ---- | - | - | - | --- | --- |
| 1    | Guelfi Firenze | .875 | 8 | 7 | 1 | 168 | 80  |
| 2    | Angels Pesaro  | .875 | 8 | 7 | 1 | 167 | 97  |
| 3    | Titans Romagna | .500 | 8 | 4 | 4 | 108 | 118 |
| 4    | Chiefs Ravenna | .000 | 8 | 0 | 8 | 40  | 212 |

#### Girone D
| Pos. | Team             | %V   | G | V | P | PF  | PS  |
| ---- | ---------------- | ---- | - | - | - | --- | --- |
| 1    | Giaguari Torino  | .875 | 8 | 7 | 1 | 197 | 68  |
| 2    | Daemons Cernusco | .625 | 8 | 5 | 3 | 131 | 84  |
| 3    | Frogs Legnano    | .250 | 8 | 2 | 6 | 90  | 137 |
| 4    | Blacks Rivoli    | .125 | 8 | 1 | 7 | 53  | 211 |

#### Girone E
| Pos. | Team                          | %V    | G | V | P | PF  | PS  |
| ---- | ----------------------------- | ----- | - | - | - | --- | --- |
| 1    | Lions Bergamo                 | 1.000 | 8 | 8 | 0 | 316 | 64  |
| 2    | Islanders Venezia             | .625  | 8 | 5 | 3 | 141 | 100 |
| 3    | Saints Padova                 | .250  | 8 | 2 | 6 | 91  | 191 |
| 4    | Cavaliers Castelfranco Veneto | .250  | 8 | 2 | 6 | 66  | 167 |

#### Girone F
| Pos. | Team            | %V    | G | V | P | PF  | PS  |
| ---- | --------------- | ----- | - | - | - | --- | --- |
| 1    | Mastini Verona  | 1.000 | 8 | 8 | 0 | 199 | 41  |
| 2    | Muli Trieste    | .625  | 8 | 5 | 3 | 160 | 105 |
| 3    | Draghi Udine    | .250  | 8 | 2 | 6 | 34  | 76  |
| 4    | Redskins Verona | .000  | 8 | 0 | 8 | 47  | 197 |

## Play Off

### Tabellone
|  | Wild card         | Wild card         |                   |                   | Quarti di finale | Quarti di finale |    |  | Semifinali | Semifinali |  |  | VI Italian Bowl | VI Italian Bowl |
|  |                   |                   |                   |                   |                  |                  |    |  |            |            |  |  |                 |                 |
|  |                   |                   |                   |                   |                  |                  |    |  |            |            |  |  |                 |                 |
|  |                   |                   |                   |                   |                  |                  |    |  |            |            |  |  |                 |                 |
|  | Mastini Verona    | 0                 |                   |                   |                  |                  |    |  |            |            |  |  |                 |                 |
|  | Mastini Verona    | 0                 | Grizzlies Roma    | 7                 |                  |                  |    |  |            |            |  |  |                 |                 |
|  |                   | Grizzlies Roma    | Grizzlies Roma    | 7                 | 18               |                  |    |  |            |            |  |  |                 |                 |
|  | Daemons Cernusco  | Grizzlies Roma    | 0                 |                   | 18               | Grizzlies Roma   | 9  |  |            |            |  |  |                 |                 |
|  | Daemons Cernusco  |                   | 0                 |                   |                  | Grizzlies Roma   | 9  |  |            |            |  |  |                 |                 |
|  |                   |                   |                   | Elephants Catania | 7                |                  |    |  |            |            |  |  |                 |                 |
|  | Elephants Catania | 14                |                   | Elephants Catania | 7                |                  |    |  |            |            |  |  |                 |                 |
|  | Elephants Catania | 14                | Giaguari Torino   | 38                |                  |                  |    |  |            |            |  |  |                 |                 |
|  |                   | Giaguari Torino   | Giaguari Torino   | 38                | 7                |                  |    |  |            |            |  |  |                 |                 |
|  | Islanders Venezia | Giaguari Torino   | 12                |                   | 7                | Grizzlies Roma   | 16 |  |            |            |  |  |                 |                 |
|  | Islanders Venezia |                   | 12                |                   |                  | Grizzlies Roma   | 16 |  |            |            |  |  |                 |                 |
|  |                   |                   |                   | Lions Bergamo     | 7                |                  |    |  |            |            |  |  |                 |                 |
|  | Lions Bergamo     | 28                |                   | Lions Bergamo     | 7                |                  |    |  |            |            |  |  |                 |                 |
|  | Lions Bergamo     | 28                | Barbari Roma Nord | 32                |                  |                  |    |  |            |            |  |  |                 |                 |
|  |                   | Cardinals Palermo | Barbari Roma Nord | 32                | 27               |                  |    |  |            |            |  |  |                 |                 |
|  | Cardinals Palermo | Cardinals Palermo | 34                |                   | 27               | Lions Bergamo    | 27 |  |            |            |  |  |                 |                 |
|  | Cardinals Palermo |                   | 34                |                   |                  | Lions Bergamo    | 27 |  |            |            |  |  |                 |                 |
|  |                   |                   |                   | Guelfi Firenze    | 6                |                  |    |  |            |            |  |  |                 |                 |
|  | Guelfi Firenze    | 41                |                   | Guelfi Firenze    | 6                |                  |    |  |            |            |  |  |                 |                 |
|  | Guelfi Firenze    | 41                | Angels Pesaro     | 14                |                  |                  |    |  |            |            |  |  |                 |                 |
|  |                   | Muli Trieste      | Angels Pesaro     | 14                | 7                |                  |    |  |            |            |  |  |                 |                 |
|  | Muli Trieste      | Muli Trieste      | 44                |                   | 7                |                  |    |  |            |            |  |  |                 |                 |
|  | Muli Trieste      |                   | 44                |                   |                  |                  |    |  |            |            |  |  |                 |                 |

## Players of the Week
Questi sono stati i giocatori della settimana nei vari ruoli dall'Ufficio Stampa LeNAF
| Week | Quarterback | Runningback | Receiver | Defensive player |
| ---- | ----------- | ----------- | -------- | ---------------- |
| 1    |             |             |          |                  |

## VI Italian Bowl LENAF
Il VI Italian Bowl si è disputato il 29 giugno 2013 al parco di divertimenti Mirabilandia (Ravenna). L'incontro è stato vinto dai Grizzlies Roma sui Lions Bergamo con il risultato di 16 a 7.

## Verdetti
- Grizzlies Roma vincitori dell'Italian Bowl VI.